# Goryphus sauteri
Goryphus sauteri är en stekelart som beskrevs av Tohru Uchida 1932. Goryphus sauteri ingår i släktet Goryphus och familjen brokparasitsteklar. Inga underarter finns listade i Catalogue of Life.